# Jim Pollard
Pour les articles homonymes, voir Pollard.
James Clifford « Jim » Pollard (né le 9 juillet 1922 à Oakland, Californie ; décédé le 22 janvier 1993 à Stockton, Californie) est un joueur et entraîneur américain professionnel de basket-ball.

## Biographie
Pollard joua en NCAA au Cardinal de Stanford et fut un joueur clé de l'équipe championne NCAA en 1942 (à cause d'une blessure, il ne joua pas le dernier match). En NBA, Pollard était considéré comme l'un des meilleurs ailiers des années 1950 et était réputé pour son habileté, ce qui lui conféra le surnom de The Kangaroo Kid. D'après The Official NBA Basketball Encyclopedia, Pollard dunkait de la ligne des lancers-francs lors de l'échauffement avant les matches.
En 1952, les joueurs qui avaient évolué en NBA depuis son origine (connue originellement sous le nom de BAA) ont sélectionné Pollard comme le meilleur joueur de la période. Pollard a fait équipe avec George Mikan et Vern Mikkelsen dans l'équipe des Lakers de Minneapolis, formant l'une des meilleures lignes arrières de l'histoire du  basketball. Les Lakers remportèrent cinq titres de champion NBA entre 1949 et 1954.
Pollard termina sa carrière après sept saisons en NBA en 1955. Il devint entraîneur de l'équipe de l'Université La Salle pour trois saisons de 1955 à 1958, pour un bilan de 48 victoires - 28 défaites.
Pollard était considéré comme un athlète polyvalent exceptionnel. Durant sa carrière NBA, Pollard joua également en amateur au baseball pour Jordan, un club de Minnesota. 

## Pour approfondir
- Liste des joueurs les plus titrés en NBA.